# Maitland (Città del Capo)
Maitland è un sobborgo settentrionale di Città del Capo in Sudafrica. Il quartiere prende il nome da Peregrine Maitland, governatore della colonia del Capo dal 1844 al 1847.
Maitland è un importante nodo della rete dei trasporti di tutta l'area del Capo, connettendo difatti il centro di Città del Capo in primo luogo con il suo hinterland e quindi con il resto del Paese. La costruzione di una delle prime strade a collegare Città del Capo con Stellenbosch, nel 1845, interessò infatti proprio l'area di Maitland e si rivelò essenziale per il successivo sviluppo del Capo: in precedenza, infatti, le comunicazioni erano risultavano particolarmente difficoltose a causa della presenza di invalicabili dune sabbiose in tutta l'area delle Cape Flats.

## Geografia fisica
Maitland è situata a nordovest di Pinelands, a sud di Brooklyn, ad est di Salt River e ad ovest di Kensington.

## Società
Secondo il censimento del 2011, il sobborgo di Maitland contava 9 782 residenti, in maggioranza appartenenti alla comunità dei meticci del Capo (coloured) (49,92%), il gruppo etnico maggioritario nella municipalità metropolitana di Città del Capo. I neri, il gruppo più rilevante in Sudafrica, rappresentavano invece il 41,68% dei residenti, mentre i bianchi non rappresentavano che il 2,59% degli abitanti.
Il 58% della popolazione utilizza come lingua madre l'inglese, il 16,46% l'afrikaans e il 3,80% la lingua xhosa.